# 錳鎂橄欖石
錳鎂橄欖石（英語：Monticellite）是橄欖石族的矽酸鹽礦物之一種，其成分為 CaMgSiO4。它和和錳鉄橄欖石 （kirschsteinite ），CaFeSiO4，形成固溶體。 大多數錳鎂橄欖石是純鎂終端成分組成，其含鐵從 30 至 75 % 的很少。純鉄終端成分組成的錳鉄橄欖石僅存在於合成系統中。錳鎂橄欖石以意大利礦物學家 Teodoro Monticelli (1759–1845) 的名字命名。錳鉄橄欖石以德國地質學家 Egon Kirschstein 的名字命名。
錳鎂橄欖石具有正交晶系
晶胞（空間群 Pbnm）。鐵和鎂離子位於 M1 反轉位點，鈣離子位於鏡像平面上的 M2 位點。 晶胞略大於不含鈣的橄欖石鎂橄欖石和鐵橄欖石(Fayalite)
- a = 0.4815 nm,
- b = 1.108 nm
- c = 0.637 nm,